# اورتو فنیلین دی‌آمین
اورنو فنیلین دی‌آمین یک ترکیب آلی با فرمول C6H4(NH2)2 است. این ترکیب آروماتیک یک پیش‌ساز مهم برای بسیاری از ترکیبات هتروسیکلیک است.

## طرز تهیه
به‌طور معمول دو مولکول نیترو کلرو بنزن با آمونیاک دو مولکول آمینو نیترو بنزن و دو مولکول هیدروژن آزاد می‌شود.
C 6H4NO2 + 2 NH3 → H2 6H4NO2 + NH4Cl
 